# Façana d'Al-Mushatta

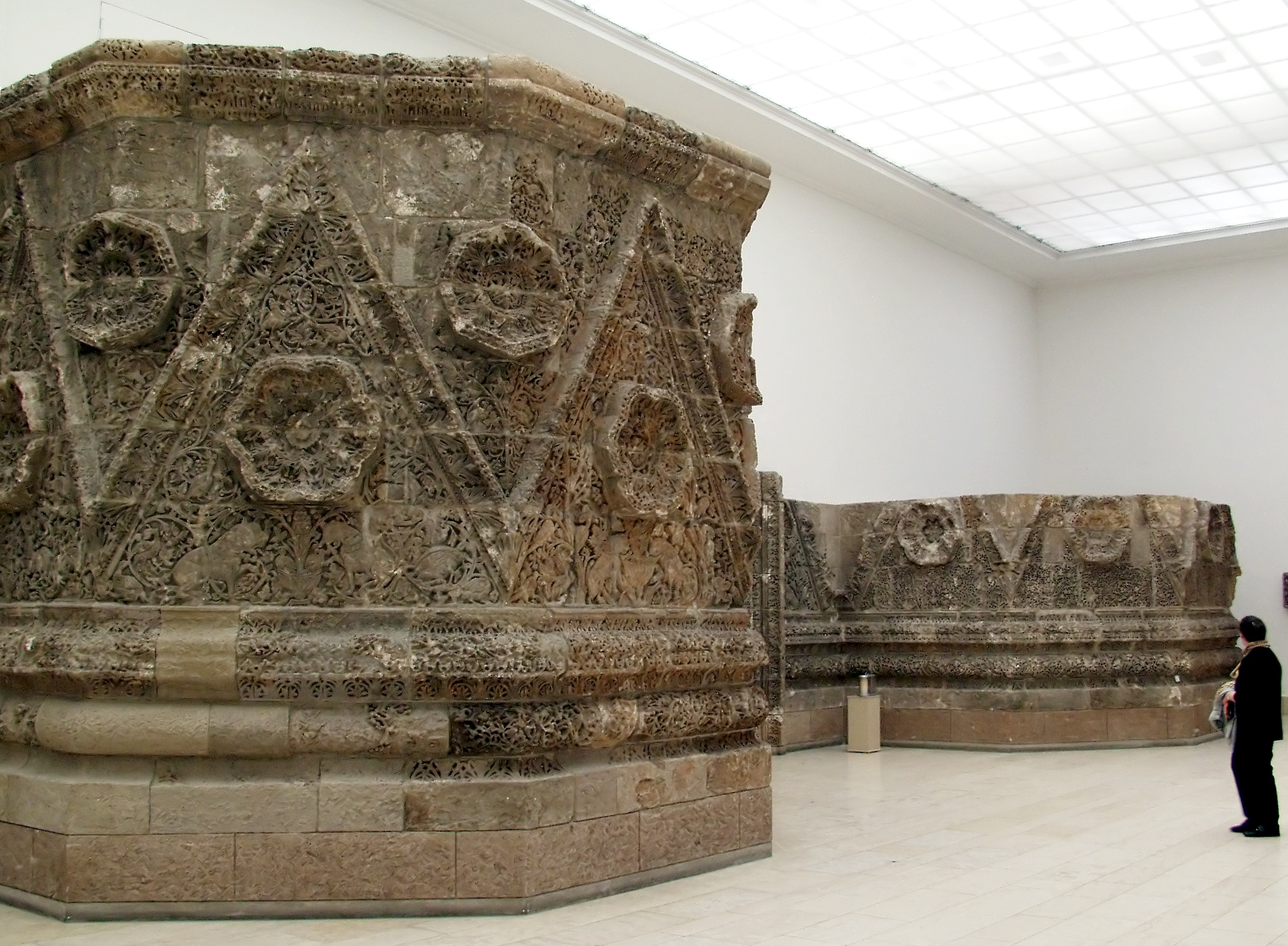
Façana d'Al-Mushatta

La façana d'Al-Mushatta és la part decorada de la façana del palau omeia del segle viii d'Al-Mushatta, un dels castells del desert jordans, que actualment està instal·lada a l'ala sud del Museu de Pèrgam de Berlín, Alemanya, on forma part de l'exposició permanent d'art islàmic des dels segles viii a xix. En realitat, és només una relativament petita secció de la totalitat de la façana, que envoltava l'entrada principal; la major part del mur estava sense decorar, i es manté in situ.

## Història

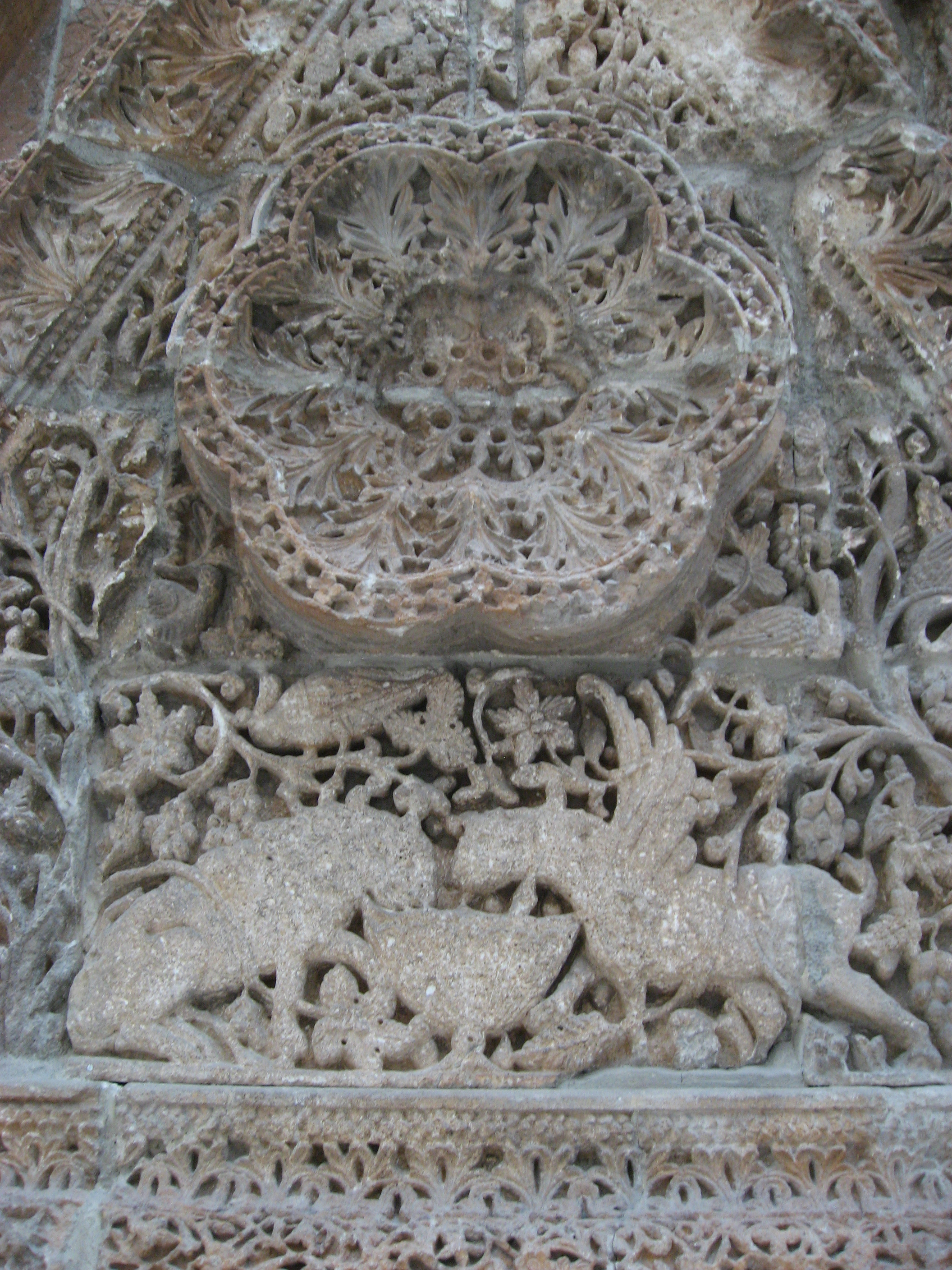
Detall

La façana pertanyia al palau d'Al-Mushatta o Qasr Mshatta, que fou excavat a uns 30 km al sud de la capital actual de Jordània, Amman. Hom pensa que hauria servit com a residència d'hivern i magatzem durant l'època omeia. L'edifici del palau data probablement de l'època del califa Al-Walid II (743-744). Després que Al Walid fos assassinat, es va deixar incomplet i posteriorment es va enrunar degut a un terratrèmol. Les seccions del mur exterior que romanen in situ són baixes.
De forma inusual per un edifici omeia, les estructures principals estan construïdes a partir de maons cremats que descansen sobre una capa de fonamentació de pedra finament vestida; la façana tallada també és de pedra. El nom del lloc, Mushatta (Mshatta), és un nom utilitzat pels moderns beduïns de la zona; el nom original encara es desconeix.
There has been much discussion of the fact that the decoration on the left side of the facade contains many animals among the foliar forms, while on the right of the entranceway in the centre there are no animals.
Les restes del palau van ser excavades el 1840. La façana va ser un regal del sultà otomà Abdul Hamid II a l'emperador Guillem II d'Alemanya. Una gran part va ser portada al llavors museu Kaiser-Friedrich (actualment museu Bode) a Berlín el 1903. Va ser reconstruïda com una façana de 33 metres de llarg per 5 metres d'altura, amb dues torres i parts d'una porta d'accés central. El 1932 va ser reconstruïda al Museu de Pèrgam. Va ser greument danyada durant la Segona Guerra Mundial i el bombardeig de Berlín. Avui, és una de les mostres més importants del Museum für Islamische Kunst del Museu Pergamon, i un monument clau del primerenc art islàmic i la seva arquitectura, que mostra formes primerenques dels arabescs, millefleur i també animals tallats en relleu.
S'ha parlat molt del fet que la decoració del costat esquerre de la façana conté molts animals entre les formes foliars, mentre que a la dreta de l'entrada no hi ha animals. S'ha suggerit que això és degut al fet que el costat dret era la paret exterior de la mesquita.

## Galeria

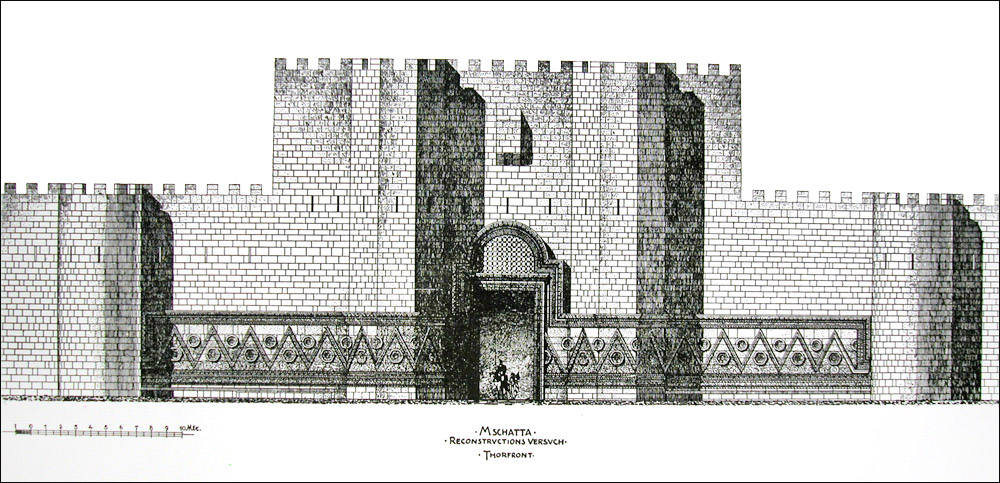
Dibuix de la reconstrucció proposada per Bruno Schulz el 1903, mostrat al Museu d'art islàmic de Berlín.